# تویگن
تویگن (به آلمانی: Teugn) یک شهر در آلمان است که در کلهایم واقع شده‌است.